# Fladbue
En fladbue er en flad bue uden recurve med relativt brede ben, der har nogenlunde rektangulært tværsnit. Da benene er relativt brede har fladbue normalt et smallerede og dybere håndtag, der er rundet af, og ikke bøjer med resten af buen når den skydes, for at give bedre greb. Designet adskiller sig fra en langbue, hvis ben er enten runde eller D-formede i tværsnittet, og som normalt er bredest i håndtaget. Fladbuer kan være lige så lang som en langbue, men de kan også være meget korte. Den typiske længde på omkring 1,7-1,8 m, mens en engelsk langbue typisk er 1,8-2,0 m. Traditionelle fladbuer er fremstillet i ét stykke træ, men laminat- og kompositbuer har eksisteret både i oldtiden og i moderne tid. Moderne fladbuer bruger ofte glasfiber.
De ældste buer i verden, er Holmegårdbuerne som er dateret til omkring år 7.000 f.v.t., og disse buer er alle fladbuer.